# Норман, Жак
Жак Клари́ Жан Норма́н (фр. Jacques Clary Jean Normand; родился 25 ноября 1848, Париж — 28 мая 1931, там же) — французский писатель, поэт, драматург, журналист и театральный критик. Свои произведения писал под псевдонимом Жак Мадлен (Jacques Madeleine).
Получил юридическое образование в Национальной школе хартий, в 1869 году стал адвокатом. В 1870—1875 годах служил в гвардии, после демобилизации получил второе образование в области архивного дела и палеографии. Вскоре занялся написанием прозаических, драматических и поэтических сочинений, журналистикой и театральными рецензиями. В 1904 году получил премию Жоржа Ламбера. В 1918 году стал вице-президентом Общества писателей Франции, в котором впоследствии была учреждена премия его имени.
Наиболее известные прозаические произведения: «Le monde où nous sommes» (1884) и «Contes à Madame» (1890), большое количество сборников стихов, рассказов, монологов и так далее («Les Tablettes d’un mobile», 1871, и другое) и несколько комедий, имевших большой успех: «Beaumarchais» (1877), «Les Tenlations d’Antoine» (1878), «Musotte» (1891; в соавторстве с Ги де Мопассаном).